# Oxford History of England
Die Oxford History of England war eine 1934 bis 1986 bei Oxford University Press herausgekommene Buchreihe zur Geschichte Großbritanniens. Herausgeber war George Clark (1890–1979).
Trotz des Titels behandelte die Reihe ganz Großbritannien und teilweise auch das Kolonialreich (British Empire).
Die Bücher erlebten in der Folge häufig bearbeitete Neuauflagen und galten als Standardwerke. Ab 1992 erschien die New Oxford History of England, herausgegeben von J. M. Roberts (1928–2003).

## Oxford History of England
- Band 1: Robin George Collingwood, J. N. L. Myres: Roman Britain and the English Settlements, 1936
  - Später ersetzt durch drei Bände: Peter Salway: Roman Britain (Band 1A), 1981, J. N. L. Myers The English Settlements (Band 1B), 1986,
- Band 2: Frank Stenton: History of Anglo-Saxon England, c550–1087 1943
- Band 3: Austin L. Poole:  From Domesday Book to Magna Carta, 1087–1216, 1951
- Band 4: Maurice Powicke The Thirteenth Century, 1216–1307, 1953
- Band 5:  May McKisack: The Fourteenth Century, 1307–1399, 1959
- Band 6: E. F. Jacob: The Fifteenth Century, 1399–1485, 1961
- Band 7: J. D. Mackie: The Earlier Tudors, 1485–1558, 1952
- Band 8: J. B. Black: The Reign of Elizabeth, 1558–1603, 1936
- Band 9: Godfrey Davies: The Early Stuarts, 1603–1660, 1937
- Band 10: George Clark: The Later Stuarts, 1660–1714, 1934
- Band 11: Basil Williams: The Whig Supremacy, 1714–1760, 1939, 2. Auflage 1962 (überarbeitet von C. H. Stuart)
- Band 12: J. Steven Watson: The Reign of George III, 1760–1815, 1960
- Band 13: Llewellyn Woodward: The Age of Reform, 1815–1870, 1938
- Band 14: Robert Ensor: England, 1870–1914, 1936
- Band 15: A. J. P. Taylor:  English History, 1914–1945, 1965

## New Oxford History of England
- Der Band für die Zeit 400 bis 850, noch nicht erschienen
- Simon Keynes, der Band für die Zeit 850 bis 1075, noch nicht erschienen
- Robert Bartlett: England under the Norman and Angevin Kings, 1075–1225, 2002
- Michael Prestwich: Plantagenet England, 1225–1360, 2005
- Gerald Harriss: Shaping the Nation: England, 1360–1461,. 2005
- John Watts, der Band für die Zeit 1461 bis 1547, noch nicht erschienen
- Penry Williams: The Later Tudors: England, 1547–1603, 1995
- Thomas Cogswell, Peter Lake, der Band für die Zeit 1603 bis 1642, noch nicht erschienen
- Adam Fox, Steven Pincus, der Band für die Zeit 1642 bis 1689, noch nicht erschienen
- Julian Hoppit: A Land of Liberty ? England, 1689–1727. 2002
- Paul Langford: A Polite and Commercial People: England, 1727–1783, 1989
- Boyd Hilton: A Mad, Bad, and Dangerous People? England, 1783–1846, 2006
- K. Theodore Hoppen: The Mid-Victorian Generation, 1846–1886, 1998
- G. R. Searle: A New England ? Peace and War, 1886–1918, 2005
- Philip Williamson, der Band für die Zeit 1918 bis 1951, noch nicht erschienen
- Brian Harrison: Seeking a Role: The United Kingdom, 1951–1970, 2009
- Brian Harrison: Finding a Role? The United Kingdom, 1970–1990, 2010

## Oxford History of the British Empire
Daneben erschien 1998/99 die Reihe Oxford History of the British Empire in fünf Bänden mit Zusatzbänden (Herausgeber William Roger Louis):
- Band 1: The Origins of Empire: British Overseas Enterprise to the Close of the Seventeenth Century, Hrsg. Nicholas Canny 1998
- Band 2:  The Eighteenth Century, Hrsg. P. J. Marshall, 1998
- Band 3: The Nineteenth Century, Hrsg. Andrew Porter, 1999
- Band 4: The Twentieth Century, Hrsg. Judith M. Brown, William Roger Louis, 1999
- Band 5: Historiography, Hrsg. Robin W. Winks, 1999

Ergänzungsbände:
- Kevin Kenny (Hrsg.): Ireland and the British Empire, 2004
- Philip D. Morgan, Sean Hawkins (Hrsg.): Black Experience and the Empire, 2004.
- Phlippa Levine: Gender and Empire, 2004
- Norman Etherington (Hrsg.): Missions and Empire,  2005.
- William Beinart, Lotte Hughes: Environment and Empire, 2007
- Deryck Schreuder, Stuart Ward (Hrsg.): Australia's Empire, 2008
- Phillip Buckner  (Hrsg.): Canada and the British Empire, 2010
- Robert Bickers (Hrsg.): Settlers and Expatriates: Britons over the Seas, 2010.
- Marjory Harper, Stephen Constantine (Hrsg.): Migration and Empire, 2010.
- John M. MacKenzie, T. M. Devine (Hrsg.): Scotland and the British Empire, 2011
- Andrew Thompson: Britain’s Experience of Empire in the Twentieth Century, 2011
- Douglas M. Peers, Nandini Gooptu (Hrsg.): India and the British Empire, 2012.
- Stephen Foster (Hrsg.): British North America in the Seventeenth and Eighteenth Centuries, 2013
- W. David McIntyre (Hrsg.): Winding up the British Empire in the Pacific Islands, 2014
- G. A. Bremmer (Hrsg.): Architecture and Urbanism in the British Empire, 2016.